# Storia della Papua Nuova Guinea
La preistoria della Papua Nuova Guinea può essere fatta risalire a circa 60.000 anni fa quando vi fu una migrazione verso il continente australiano. La storia scritta incominciò quando i navigatori europei avvistarono la Nuova Guinea all'inizio del XVI secolo.

## Preistoria
Riscontri archeologici indicano che l'uomo arrivò in Nuova Guinea almeno 60.000 anni fa, probabilmente dall'Asia sudoccidentale durante una glaciazione che rese il mare meno profondo e le isole meno lontane. Sebbene i primi arrivati fossero cacciatori e raccoglitori, vi sono riscontri dello sfruttamento delle foreste per l'approvvigionamento di cibo. Successivamente, allo stesso tempo in cui l'agricoltura era praticata in Mesopotamia e in Egitto, troviamo tracce di coltivazioni in Nuova Guinea. Le patate dolci e i maiali di oggi furono introdotti più tardi, mentre per lungo tempo pesce e crostacei furono la base della dieta delle popolazioni costiere.

## La scoperta da parte degli europei
Quando arrivarono i primi europei, gli abitanti della Nuova Guinea e delle isole vicine - mentre si servivano ancora di utensili di osso, legno e pietra - avevano già un'agricoltura discretamente efficiente. Commerciavano lungo la costa, soprattutto in vasellame, monili di conchiglia e vettovaglie; nell'interno i prodotti della foresta erano scambiati per ottenere conchiglie e altre merci provenienti dalla costa.
I primi europei ad avvistare la Nuova Guinea furono probabilmente i portoghesi e gli spagnoli che facevano rotta nel Pacifico meridionale all'inizio del XVI secolo. Nel 1526-27, l'esploratore portoghese Jorge de Menezes si imbatté accidentalmente nell'isola principale e si ritiene che l'abbia chiamata Papua, una parola malay per la cespugliosa capigliatura degli abitanti. Il termine Nuova Guinea fu applicato all'isola nel 1545 da uno spagnolo, Íñigo Ortiz de Retes, per via di una supposta rassomiglianza fra gli abitanti dell'isola e quelli della costa africana della Guinea.
Sebbene i navigatori europei visitassero le isole ed esplorassero le loro coste, le informazioni sugli abitanti dell'isola rimasero molto scarse fino agli anni Settanta dell'Ottocento, quando l'antropologo russo Nikolaj Miklucho-Maklaj compì una serie di spedizioni in Nuova Guinea, trascorrendo parecchi anni insieme alle tribù autoctone e descrivendo il loro stile di vita in un esteso trattato.

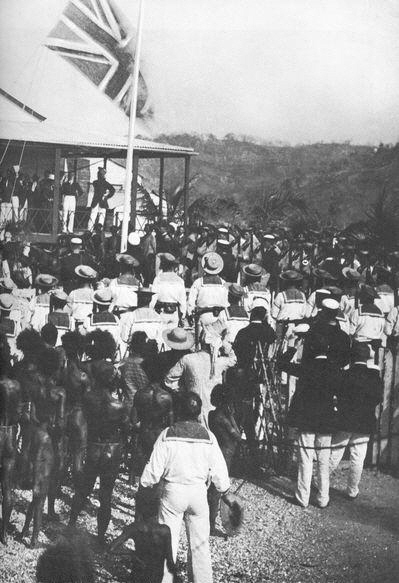
La bandiera britannica issata dai conquistatori provenienti dal Queensland nel 1883

## Territorio dei Papua (Nuova Guinea britannica)
Nel 1883, la Colonia britannica del Queensland tentò di annettere la parte sudorientale della Nuova Guinea ma il governo britannico rifiutò. Il 6 novembre 1884 fu proclamato il protettorato britannico sulla costa meridionale della Nuova Guinea e sulle isole adiacenti. Il protettorato, chiamato Nuova Guinea britannica (British New Guinea), diventò colonia il 4 settembre 1888. Il possedimento fu poi posto sotto l'autorità amministrativa del Commonwealth d'Australia nel 1902. Dopo l'approvazione del Papua Act nel 1905, la Nuova Guinea britannica divenne il Territorio della Papuasia e formalmente l'amministrazione australiana incominciò nel 1906, sebbene la Papuasia rimase de iure e de facto un possedimento britannico fino all'indipendenza della Papua Nuova Guinea nel 1975. La Papuasia fu amministrata con il Papua Act fino a quando non fu invasa dai giapponesi nel 1941 e fu sospesa l'amministrazione civile. Durante la Guerra del Pacifico, Papua fu governata da un'amministrazione militare britannica/australiana residente a Port Moresby, dove il generale Douglas MacArthur pose i suoi quartieri generali.

## Nuova Guinea tedesca

Bandiera della Nuova Guinea Tedesca

Poiché l'Europa aveva crescente bisogno di olio di cocco, la Godeffroy di Amburgo, la più grande compagnia commerciale del Pacifico, iniziò a commerciare copra nelle isole della Nuova Guinea. Nel 1884 l'impero tedesco prese formalmente possesso del quarto nord-orientale dell'isola e ne concesse l'amministrazione a una compagnia commerciale apposita, la Neu Guinea Kompanie. Nella concessione fatta a questa compagnia dal governo tedesco nel maggio del 1885 fu incluso il potere di esercitare i diritti di sovranità sul territorio e su altre terre "non occupate" in nome del governo, e il diritto di "negoziare" direttamente con gli abitanti autoctoni. I rapporti con altre potenze straniere furono mantenuti sotto il controllo del governo tedesco.
Nel 1899 il governo tedesco assunse il controllo diretto del territorio, noto come Nuova Guinea tedesca. Nel 1914 le truppe australiane occuparono la Nuova Guinea tedesca, che rimase sotto amministrazione militare australiana per tutta la Prima guerra mondiale e fino al 1921.

## Territorio della Nuova Guinea
L'Impero britannico tramite il Commonwealth d'Australia ricevette un mandato dalla Società delle Nazioni per governare l'ex territorio tedesco in Nuova Guinea nel 1920. 

### Comando militare giapponese
Fu amministrato con questo mandato fino a che l'invasione giapponese del dicembre del 1941 portò alla sospensione dell'amministrazione civile australiana. Buona parte del Territorio della Nuova Guinea, comprese le isole di Bougainville e della Nuova Britannia, fu occupata dai giapponesi prima di essere riconquistata da australiani e statunitensi durante gli ultimi mesi di guerra.

## Territorio di Papua e Nuova Guinea
In seguito alla resa dei giapponesi nel 1945 fu ripristinata l'amministrazione civile di Papua e della Nuova Guinea e sotto il Papua New Guinea Provisional Administration Act (1945-46), Papua e la Nuova Guinea furono unite sotto un'amministrazione congiunta.
Il Papua and New Guinea Act del 1949 sancì formalmente la posizione della Nuova Guinea sotto una tutela internazionale e confermò l'unione amministrativa con la denominazione di Territorio di Papua e Nuova Guinea. La legge prevedeva un Consiglio legislativo (istituito nel 1951), un sistema giudiziario, un sistema di pubblica amministrazione e di amministrazione locale. L'Assemblea legislativa sostituì il Consiglio legislativo nel 1963 e la prima sessione della Camera si inaugurò l'8 giugno 1964. Nel 1972 il nome del territorio fu mutato in Papua Nuova Guinea.
Il mutamento della politica australiana nei confronti di Papua Nuova Guinea ebbe inizio con l'invito da parte del governo australiano alla Banca mondiale ad inviare una missione a Papua Nuova Guinea per studiare misure per lo sviluppo economico e la preparazione politica. La missione pubblicò una memoria nel 1964, descrivendo il quadro economico generale sul quale intervennero successivamente, anche dopo l'indipendenza, le politiche economiche.

## Indipendenza
Le elezioni del 1972 portarono alla formazione di un governo presieduto da Michael Somare, che promise di portare il paese all'autogoverno e alla successiva indipendenza. Papua Nuova Guinea ottenne l'autogoverno il 1º dicembre 1973 e conquistò l'indipendenza il 16 settembre 1975. Le elezioni del 1977 confermarono Michael Somare alla guida del governo, sostenuto da una coalizione di maggioranza attorno al partito Pangu; tuttavia il governo cadde su un voto di fiducia nel 1980 e fu sostituito da un governo guidato da Sir Julius Chan. Le elezioni del 1982 videro una crescente pluralismo nella coalizione del partito Pangu e il nuovo parlamento indicò Somare come primo ministro. Nel novembre del 1985, il governo di Somare cadde su un altro voto di fiducia e la maggioranza parlamentare appoggiò Paias Wingti, alla guida di una coalizione pentapartito. Una coalizione, guidata dallo stesso Wingti, fu vincitrice nelle elezioni del luglio del 1987. Nel luglio del 1988 un altro voto di fiducia pose fine al governo Wingti e affidò l'incarico di primo ministro a Rabbie Namaliu, che poche settimane prima era subentrato a Somare nella guida del partito Pangu.
Questi ribaltoni continuano a caratterizzare la politica papuana. Una pletora di partiti politici, coalizioni di governo, mutevoli alleanze fra i partiti e voti di fiducia tracciano un quadro di notevole instabilità.
Una legge tesa ad assicurare la stabilità dispone che i governi siano immuni da voti di fiducia nei primi 18 mesi di mandato.
Una rivolta secessionista sull'isola di Bougainville causò 20 000 vittime in 9 anni. La ribellione incominciò nella prima metà del 1989, le ostilità culminarono in un massacro nell'ottobre del 1997 e un cessate il fuoco permanente fu sottoscritto nell'aprile del 1998. Un accordo di pace e armonia fra il governo e gli ex combattenti fu stipulato nell'agosto del 2001. Una forza regionale di monitoraggio della pace e una missione di osservatori ONU controlla la situazione che prevede un'amministrazione ad interim che si prefigge la consegna di tutte le armi, l'elezione di un'amministrazione provinciale e l'organizzazione di un eventuale referendum sull'indipendenza.
Sebbene siano state mantenute strette relazioni dall'epoca dell'indipendenza e l'Australia rimanga il maggior partner commerciale e umanitario di Papua Nuova Guinea, i rapporti hanno recentemente mostrato segni di cedimento. In una visita di stato del marzo del 2005, al primo ministro Somare fu chiesto di sottoporsi ad un controllo di sicurezza e di togliersi le scarpe al suo arrivo all'aeroporto di Brisbane. Le richieste di scuse del governo papuano non furono accolte dall'Australia. Inoltre, emersero alcuni problemi in un lotto di aiuti umanitari australiani. Un programma da 760 milioni di dollari australiani per sconfiggere criminalità e corruzione a Papua Nuova Guinea prevedeva l'invio di 200 poliziotti a Port Moresby e l'insediamento di 40 australiani nell'amministrazione civile. Quando il primo contingente di polizia arrivò, la corte suprema di Papua Nuova Guinea sentenziò che il programma di aiuti era incostituzionale e i poliziotti dovettero tornare in Australia.